# Ermioni
Ermioni (gr. Ερμιόνη) – miejscowość w Grecji, w administracji zdecentralizowanej Peloponez, Grecja Zachodnia i Wyspy Jońskie, w regionie Peloponez, w jednostce regionalnej Argolida, w gminie Nauplion. W 2011 roku liczyła 2505 mieszkańców. Posiada połączenie z okolicznymi wyspami: Poros oraz Hydrą. Na lądzie najbliższymi miastami są Argos oraz Nauplion. Wokół miejscowości rozciągają się liczne lasy oraz pasmo górskie. Ermioni obsługują także wodoloty, które kursują głównie z Aten. Podróż wodolotem ze stolicy Grecji trwa około dwóch godzin.
W Ermioni urodził się Lasus, grecki poeta żyjący w VI wieku p.n.e.

## Zmiana populacji miasta
| Rok  | Populacja | Zmiana    | Populacja gminy |
| ---- | --------- | --------- | --------------- |
| 1981 | 2,458     | -         | -               |
| 1991 | 2,334     | 124/5.04% | 4,392           |